# Coffea pocsii
Espèce
Statut de conservation UICN

 EN B1ab(i,ii,iii)+2ab(i,ii,iii) : En danger
Coffea pocsii est une espèce de plantes de la famille des Rubiaceae.

## Publication originale
- Kew Bulletin 49: 336. 1994.